# 鴻臚井
鴻臚井（こうろせい）は、唐の大鴻臚崔忻が、渤海の現地民族・靺鞨のリーダーだった大祚栄を渤海郡王に冊封するため713年に派遣された帰途、翌714年に旅順に井戸を掘り、その井戸側に彫った記念碑。

## 内容

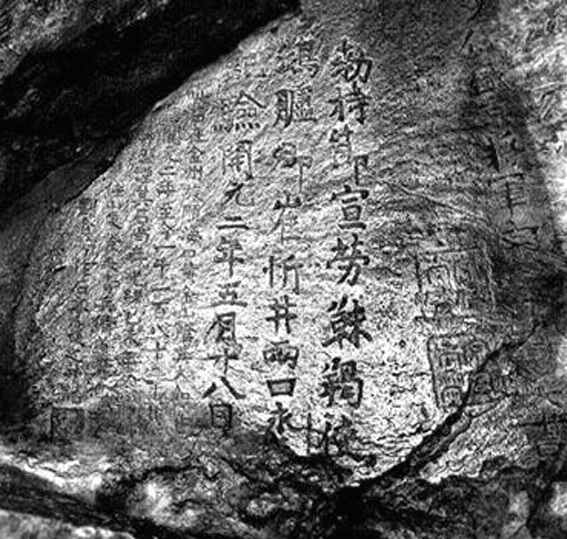
鴻臚井

唐が渤海王を渤海郡王に冊封した事実を記録しているため、中国の学界は唐と渤海が君臣関係を結んだことを立証する決定的な遺物とみている。
渤海への冊封使が「靺鞨使」という称号を称しており、唐が渤海を「高句麗」ではなく「靺羯（靺鞨）」と認識していることが分かる。

## 騒動
鴻臚井は、高さ1.8m、重さ90tの天然石であり、1908年に日本海軍が日露戦争の戦利品として没収、1911年に代替で跡地に「功労碑」が設置された。現在、鴻臚井は宮内庁が所蔵している。2015年、「中国民間対日賠償請求連合会」の王錦思らが皇居を訪れ、警備員に宮内庁あての「106年前に日本が略奪した文化財『鴻臚井碑』」の返還を要求する書簡を渡している。2015年7月、「中国民間対日賠償請求連合会」は、北京の日本大使館に返還を要求したが、日本政府が応じなかったため、宮内庁を相手に、鴻臚井の返還と精神的苦痛に対する慰謝料280億円の賠償を求める訴えを、北京の高等裁判所に起こした。
1999年に酒寄雅志が論文を発表することによって、鴻臚井が宮内庁所蔵であることが初めて知られるようになったが、酒寄は「渤海という国ができた当時を考えるかけがえのない史料だ。皇居の奥深くしまい込んでおかないで、まずは開放・公開してほしい」とコメントしている。